# 蒂普頓鎮區 (愛荷華州哈丁縣)
蒂普頓鎮區（英語：Tipton Township）是位於美國愛荷華州哈丁縣的一個行政鎮區。

## 地方資料
根據2010年美國人口普查的數據，蒂普頓鎮區的面積為91.65平方千米，當中陸地面積為91.57平方千米，而水域面積為0.08平方千米。當地共有人口1071人，而人口密度為每平方千米11.69人。